# 101 (альбом)
101 — концертний альбом, випущений гуртом Depeche Mode у 1989 р.

## Опис
У 1987 відбувся реліз шостого студійного альбому Depeche Mode — Music for the Masses, на підтримку якого група вирушила в масштабне світове турне, що включає в себе рівно 101 концерт. Останнє, 101-е виступ відбувся 18 червня 1988 на стадіоні Роуз Боул, у Пасадені, (Каліфорнія), у присутності 80 тис. осіб. Виступ було знято, і згодом частина його, разом з іншими відеоматеріалами про концерт, була видана під символічною назвою " 101 ". Режисером фільму є Д.А.Пеннебейкер.
Відеоверсія 101 включає в себе невелику розповідь про групу фанатів, які їдуть на орендованому автобусі на відвідування 101-го концерту. Фільм також зображає життя гурту в турне, саундчек перед концертом, невеликі оповідання Дейва Гаана про виступи, так само як і безліч інших цікавих матеріалів. Це був перший раз, коли глядачі могли побачити учасників групи поза концертів.
У 2003 у 101 був перевиданий у трьох форматах: 2-х канальний CD, 2-х канальний SACD, мульти-канальний SACD. Відеоверсія альбому була випущена на двох DVD.

## Трек-лист
1. Pimpf – 0:58
2. Behind the Wheel – 5:55
3. Strangelove – 4:49
4. Sacred – 5:09
5. Something to Do – 3:54
6. Blasphemous Rumours – 5:09
7. Stripped – 6:45
8. Somebody – 4:34
9. The Things You Said – 4:21
10. Black Celebration – 4:54
11. Shake the Disease – 5:10
12. Nothing – 4:36
13. Pleasure Little Treasure – 4:38
14. People are People – 4:59
15. A Question of Time – 4:12
16. Never Let Me Down Again – 6:40
17. A Question of Lust – 4:07
18. Master and Servant – 4:30
19. Just Can't Get Enough – 4:01
20. Everything Counts – 6:31

## Особовий склад
- Дейв Гаан — основний вокал
- Мартін Гор — клавішні, гітара, перкусія, бек-вокал, основний вокал
- Алан Уайлдер — клавішні, фортепіано, перкусія, бек-вокал
- Ендрю Флетчер — клавішні, перкусія, бек-вокал